# Mission de Joliette
Die Mission de Joliette (englisch Joliette Mission) waren eine kanadische Eishockeymannschaft aus Joliette, Québec. Das Team spielte von 1998 bis 2002 in der Québec Semi-Pro Hockey League.

## Geschichte
Das Franchise der Blizzard de Saint-Gabriel aus der Québec Semi-Pro Hockey League wurde 1998 von Saint-Gabriel nach Joliette umgesiedelt und in Blizzard de Joliette umbenannt. In der QSPHL war die Mannschaft, die nach zwei Spielzeiten ihren Namen in Mission de Joliette änderte, in den vier Jahren ihres Bestehens eins der erfolgreichsten Franchises. Während sie 1999 und 2001 jeweils ihre Division gewinnen konnte, belegte sie 2000 den sieben und 2002 den vierten Platz nach der regulären Saison. In den Playoffs um die Coupe Futura war die Mannschaft in den Spielzeiten 1998/99 und 2000/01 erfolgreich. 
Im Anschluss an die Saison 2001/02, wurde das Franchise nach Saint-Jean-sur-Richelieu umgesiedelt, wo es anschließend unter dem Namen Mission de Saint-Jean am Spielbetrieb der Québec Semi-Pro Hockey League teilnahm.  